# Рыбасовское сельское поселение
Рыбасовское сельское поселение — муниципальное образование в Сальском районе Ростовской области.
Административный центр поселения — посёлок Рыбасово.

## Состав сельского поселения
| № | Населённый пункт | Тип населённого пункта          | Население |
| - | ---------------- | ------------------------------- | --------- |
| 1 | Маяк             | хутор                           | 532       |
| 2 | Прогресс         | посёлок                         | 334       |
| 3 | Рыбасово         | посёлок, административный центр | 531       |
| 4 | Садовый          | посёлок                         | 230       |

## Население
| 2010  | 2012  | 2013  | 2014  | 2015  | 2016  | 2017  |
| ----- | ----- | ----- | ----- | ----- | ----- | ----- |
| 1627  | ↘1611 | ↘1605 | ↘1579 | ↘1546 | ↗1557 | ↘1540 |
| 2018  | 2019  | 2020  | 2021  |       |       |       |
| ↘1523 | ↘1522 | ↘1510 | ↗1520 |       |       |       |